# Pardaliparus venustulus
El carbonero ventrigualdo (Pardaliparus venustulus) es una especie de ave paseriforme de la familia Paridae endémica de China.

## Distribución y hábitat
Se encuentra únicamente en el este de China. Su hábitat natural son los bosques templados y subtropicales.